# Libano ai Giochi della XXXI Olimpiade
Il Libano ha partecipato ai Giochi della XXXI Olimpiade, che si sono svolti a Rio de Janeiro, Brasile, dal 5 al 21 agosto 2016, con una delegazione di nove atleti impegnati in sette discipline. Portabandiera alla cerimonia di apertura è stato il judoka Nacif Elias, alla sua prima Olimpiade.
Si è trattato della diciassettesima partecipazione di questo paese ai Giochi estivi. Non sono state conquistate medaglie.

## Partecipanti

### Atletica leggera
- 110 m ostacoli maschili - 1 atleta (Ahmad Hazer)
- Maratona femminile - 1 atleta (Chirine Njeim)

### Canoa
- C1 maschile - 1 atleta (Richard Merjan)

### Judo
- 81 kg maschili - 1 atleta (Nacif Elias)

### Nuoto
- 50 m stile libero maschili - 1 atleta (Anthony Barbar)
- 400 m stile libero femminili - 1 atleta (Gabrielle Doueihy)

### Scherma
- Fioretto individuale femminile - 1 atleta (Mona Shaito)

### Tennis tavolo
- Singolo femminile - 1 atleta (Mariana Sahakian)

### Tiro
- Trap femminile - 1 atleta (Ray Bassil)